# Міст Александри
Міст Александри (фр. Pont Alexandra, англ. Alexandra Bridge), також іменується Міжпровінціальний міст (фр. Pont Interprovincial, англ. Interprovincial Bridge) — колишній залізничний, а з 1950-х років автомобільний і пішохідний міст на кронштейнах через річку Оттава. Розташований між Національною галереєю Канади і Канадським музеєм цивілізації в містах Оттава й Гатіно відповідно. Щодня міст перетинають близько 15 тис. автомобілів.
Міст Олександри був найдовшим з кронштейнових мостів в Канаді аж до спорудження Квебекського мосту.
Спорудження мосту було завершено в 1901 році. В ньому брали участь залізничні компанії регіону: Pontiac and Pacific Junction і Chemin de fer de la Vallée de la Gatineau. Компанія Hull Electric використовувала міст, щоб зв'язати трамвайні мережі Ейлмера, Галла й Оттави.
Наприкінці 1950-х років міст Олександри був переобладнаний із залізничного в автомобільно-пішохідний.
У 1975 році був повністю замінений настил. У 2009—2010 роках настил був знову замінений, укріплені металеві конструкції для протистояння вібраційним ефектам. Роботи проводила компанія McCormick Rankin Corporation.

## Галерея зображень

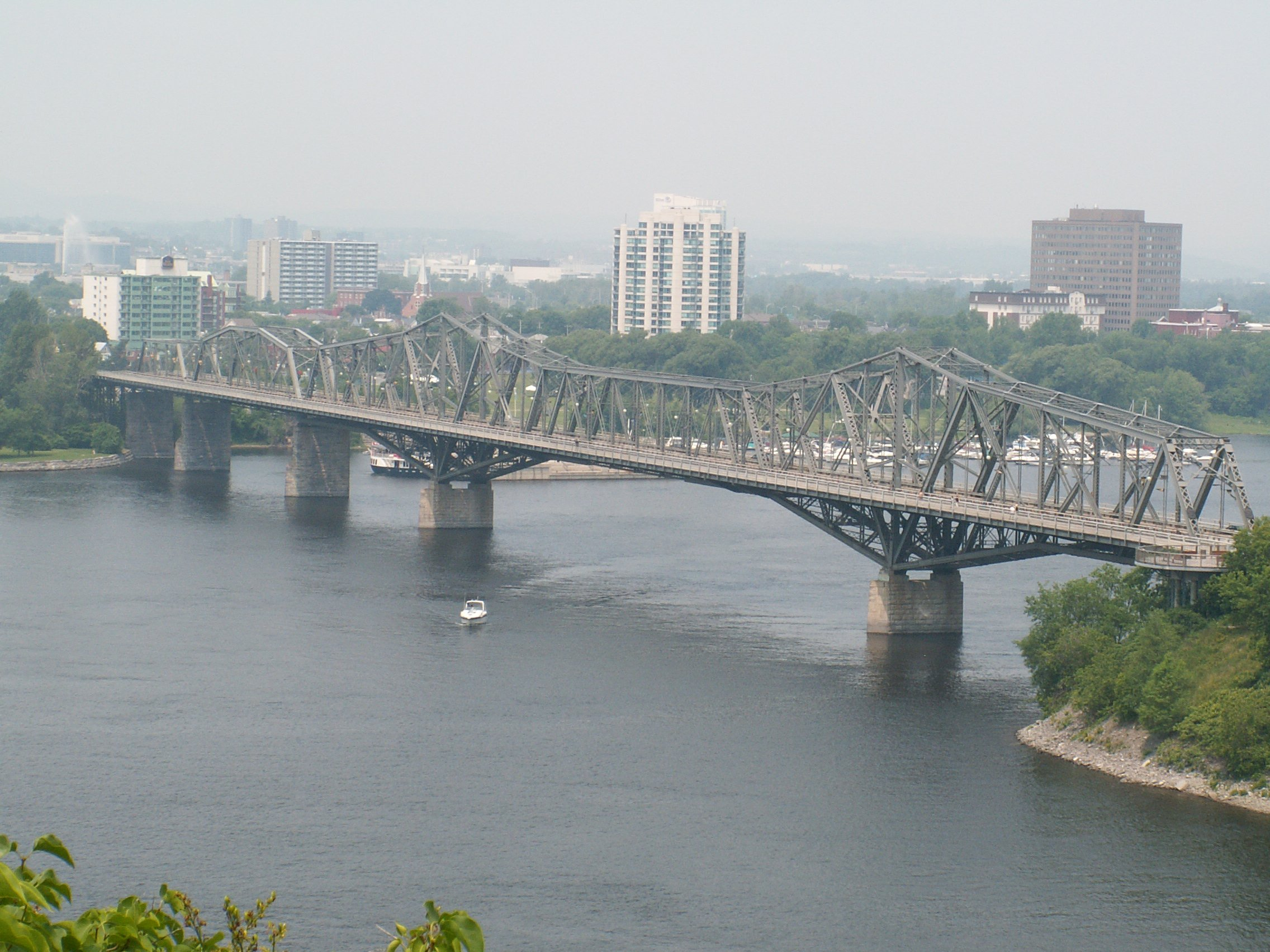
Вид з повітря (на задньому плані — східна частина Галла)
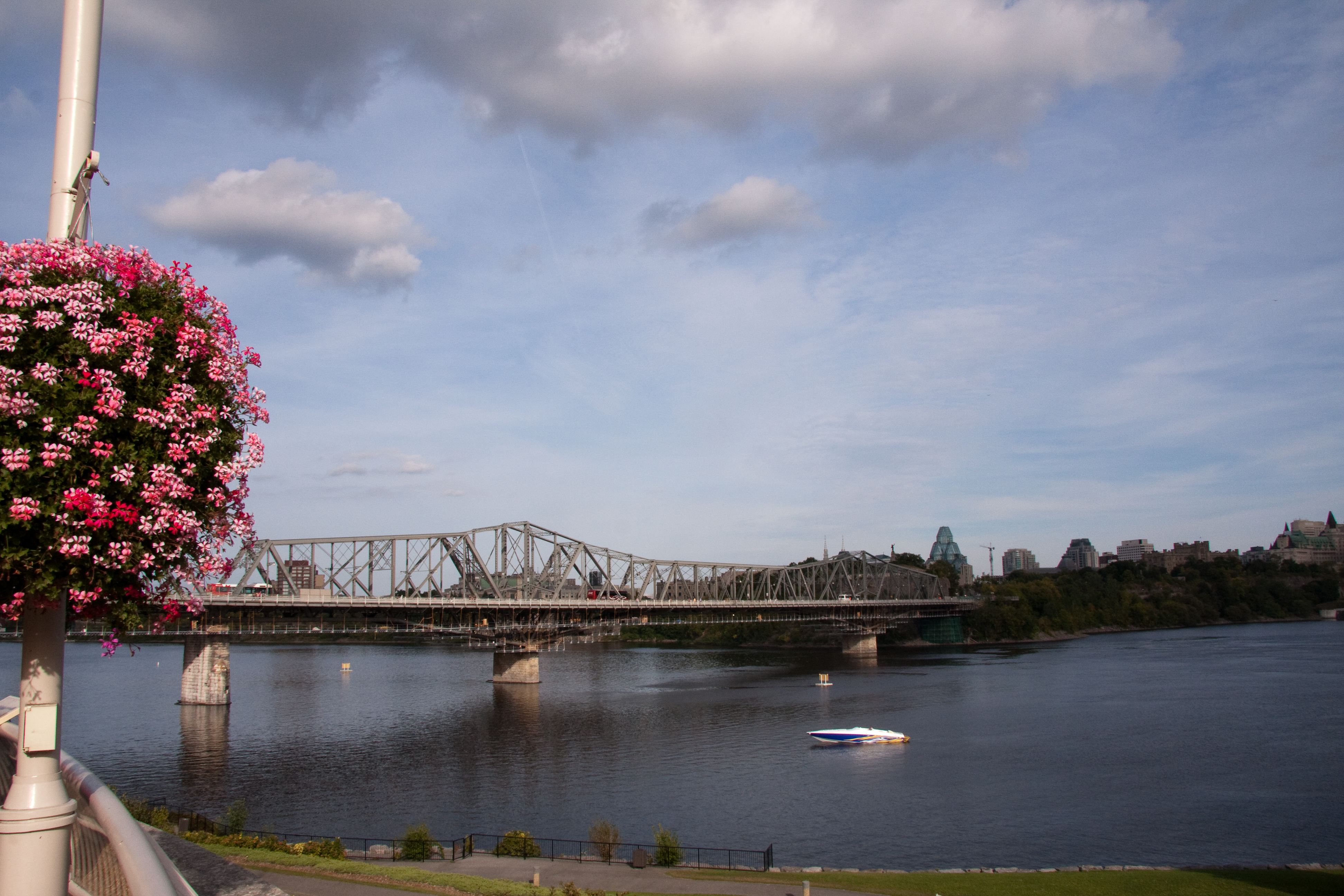
Вид на міст з парку Жака Картьє в Гатіно
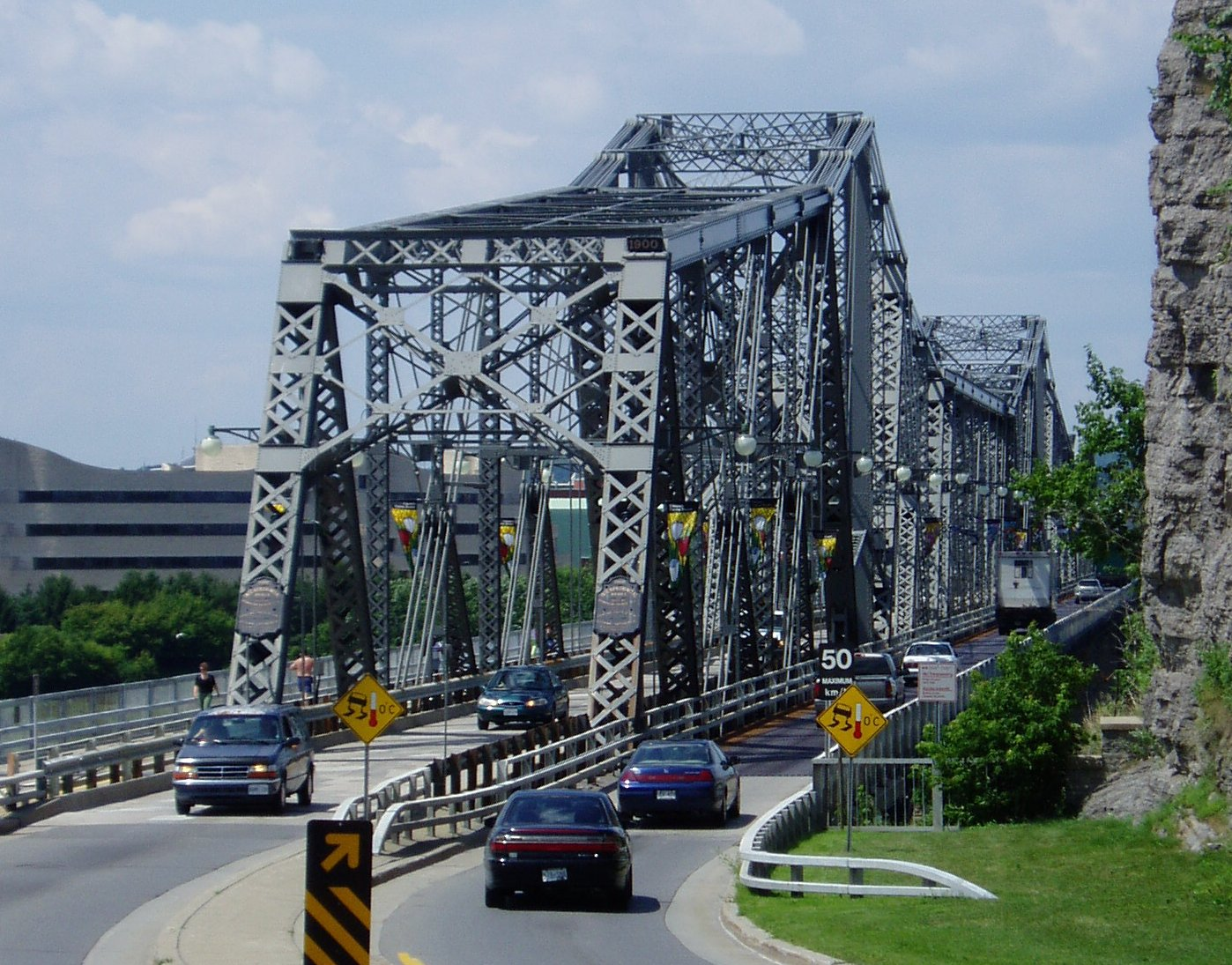
Міст Олександри з боку Оттави